# Blues to the Bush
The Blues to the Bush es el sexto álbum en directo del grupo británico The Who, publicado en 2000. Vendido de forma exclusiva a través del portal MusicMaker.com, el álbum fue grabado el 12 y 13 de noviembre de 1999 en el House of Blues de Chicago, Illinois, y el 22 y 23 de diciembre del mismo año en el Empire Theatre. La portada del álbum fue diseñada por Richard Evans.

## Lista de canciones
Todas las canciones escritas y compuestas por Pete Townshend excepto donde se anota. 
| Disco uno |                            |                |          |  |
| N.º       | Título                     | Escritor(es)   | Duración |  |
| 1.        | «I Can't Explain»          |                | 2:37     |  |
| 2.        | «Substitute»               |                | 3:16     |  |
| 3.        | «Anyway, Anyhow, Anywhere» |                | 4:08     |  |
| 4.        | «Pinball Wizard»           |                | 2:56     |  |
| 5.        | «My Wife»                  | John Entwistle | 7:54     |  |
| 6.        | «Baba O'Riley»             |                | 5:27     |  |
| 7.        | «Pure and Easy»            |                | 6:06     |  |
| 8.        | «You Better You Bet»       |                | 5:39     |  |
| 9.        | «I'm a Boy»                |                | 2:55     |  |
| 10.       | «Getting in Tune»          |                | 5:09     |  |
| 11.       | «The Real Me»              |                | 4:03     |  |

| Disco dos |                          |                |          |  |
| N.º       | Título                   | Escritor(es)   | Duración |  |
| 1.        | «Behind Blue Eyes»       |                | 3:46     |  |
| 2.        | «Magic Bus»              |                | 9:19     |  |
| 3.        | «Boris the Spider»       | John Entwistle | 2:35     |  |
| 4.        | «After the Fire»         |                | 4:49     |  |
| 5.        | «Who Are You»            |                | 6:32     |  |
| 6.        | «5:15»                   |                | 8:35     |  |
| 7.        | «Won't Get Fooled Again» |                | 8:53     |  |
| 8.        | «The Kids Are Alright»   |                | 2:16     |  |
| 9.        | «My Generation»          |                | 9:20     |  |

## Personal
The Who
- Roger Daltrey: voz, guitarra y armónica
- Pete Townshend: voz y guitarra
- John Entwistle: voz y bajo

Otros músicos
- Zak Starkey: batería
- John 'Rabbit' Bundrick: piano y teclados